# Chantonnay
Chantonnay là một xã ở tỉnh Vendée trong vùng Pays de la Loire, Pháp. Xã này có diện tích 82,91 km², dân số năm 2006 là 7958 người. Xã này nằm ở khu vực có độ cao trung bình 66 mét trên mực nước biển. 
Các xã giáp ranh:
- Saint-Philbert-du-Pont-Charrault
- Bournezeau
- Saint-Germain-de-Prinçay
- La Réorthe
- Saint-Vincent-Sterlanges
- Saint-Hilaire-le-Vouhis
- Bazoges-en-Pareds
- Sainte Cécile

## Biến động dân số
| 1962                                        | 1968  | 1975  | 1982  | 1990  | 1999  | 2006  |
| ------------------------------------------- | ----- | ----- | ----- | ----- | ----- | ----- |
| 6 008                                       | 6 172 | 6 991 | 7 235 | 7 458 | 7 541 | 7 958 |
| Số liệu từ năm1962: Dân số không tính trùng |       |       |       |       |       |       |